# Piel morena (canción)
«Piel morena» es una canción interpretada por la cantante mexicana Thalía, incluida en su cuarto álbum de estudio, En éxtasis (1995) y publicada como el primer sencillo del álbum en agosto de 1995. Fue escrita por Kike Santander y fue el primer tema que le abrió a Thalía las puertas a su carrera internacional en Latinoamérica y Europa.[cita requerida] A menudo es considerada como una de las canciones insignia de la cantante.
El estilo del video musical llamó la atención y logró marcar la década de los 90. En éxtasis le permitió a Thalia ser la primera solista mexicana con una certificación de venta discográfica en Brasil y permanece como el álbum más vendido por una solista en México. Así mismo, Thalia se convirtió en la primera cantante mexicana y latina en obtener doble disco de platino en Argentina por dicho álbum.

## Video musical
El video musical de «Piel morena» fue dirigido por Daniel Gruener y filmado en “la casa del Indio Fernández” en Coyoacán, CDMX. La mayoría de las escenas fueron filmadas en blanco y negro y lo más característico en este son los sostenes que Thalía usa (unos que parecían grifos y otros que sostenían velas), llamó la atención de esa manera y logró que su cuerpo y su voz sean también muy bien valorados.

## Desempeño comercial
«Piel morena» recibió la atención tanto de la crítica como de los oyentes después de una intensa difusión. Se convirtió en un éxito en el mercado latino y fue su primera canción en ingresar a las listas de Billboard. En éxtasis permitió a Thalía ser la primera solista mexicana con una certificación de ventas discográficas en Brasil y sigue siendo el álbum más vendido de un solista en México. También se convirtió en la primera cantante mexicana y latina en obtener un álbum doble platino en Argentina.

## Versiones
- Versión del álbum
- Pablo Flores Club Remix (En éxtasis)
- Hitmakers Edit
- Hitmakers Club Edit (Thalía's Hits Remixed)
- Versión banda (Thalía con banda: Grandes éxitos)
- Emilio Mix (Thalía con banda: Grandes éxitos)

## Listas de popularidad
| Lista (1995)                         | Mejor posición |
| ------------------------------------ | -------------- |
| Billboard (Hot Latin Songs)          | 7              |
| Billboard (Latin Pop Songs)          | 4              |
| Billboard (Regional Mexican Airplay) | 11             |

La canción alcanzó la posición número uno en la Ciudad de México.